# 殺しのセレナーデ
『殺しのセレナーデ』（ころしのせれなーで、Tuno Negro）は、2001年にスペインで公開された学園ホラー。2003年にはチェコ、イタリアで公開されている。キャッチコピーは「生贄は無知な女学生」。

## 概要
スクリームやラストサマーと並ぶ新感覚の学園ホラー。スペインの国民的アイドル、シルケが主役のアレックスを演じ、大胆で濃厚なお色気シーンも披露したことで大きな話題となった。ゴシックスリラーにインターネットという現代的感覚と、シリアルキラー対ティーンエイジャーの死闘を盛り込んだショッキング・ホラー。
本作では実際にサラマンカ大学内で撮影が執り行われた。また映画内でエドゥーがアレックスに言った「発見できたものは学業成就できる蛙の乗った髑髏のレリーフ」についてもサラマンカ大学の壁画に実在する。

## ストーリー
スペインで最古の歴史を誇る名門校サラマンカ大学。最近、闇の詩人と名乗る謎の人物によって女学生が惨殺される事件が発生していた。そんな折にサラマンカ大学に編入してきたアレックスは、サイバーカフェのパソコンで闇の詩人から犯行予告めいたメッセージを受け取る。悪ふざけだと思っていたが、実際にアレックスの周りでは奇妙な殺人事件が起こり始める。アレックスは友人らとともに闇の詩人の正体とその動機を調べていくうちに、殺された学生達にはある共通点があることを発見したのだった。無知は死を招く・・・名門大学を舞台に次々と学生たちを血祭りに挙げていく闇の詩人。その正体とは・・・・・・

## 登場人物
- アレックス

演 - シルケ、声 - 大坂史子
サラマンカ大学に編入してきた女学生。非常に頭がよいが淫乱。親からの援助は全く受けずに奨学金とバイト代で生活をやりくりしている。武道にも精通しており、その実力はヴィクターをも凌ぐほどである。
- ヴィクター

演 - フェレ・マルティネス、声 - 入江崇史
闇の詩人による殺人事件を調査する刑事。格闘技を学んでいるが、アレックスの実力には劣る。仰向けの状態でベッドに横たわるアレックスの手首に手錠をかけて激しく挿入したり、ナイフ片手にアレックスの体をいじるなど、やり手である。
- エドゥ

演 - ホルヘ・サンス、声 - 志村知幸
飄々としている男。高いトーク力とイカした顔で女学生からの人気は高いが、学長の妻とセックスして試験問題を手に入れたり、試験中に解答用紙をすり替えたりするなどの落ちこぼれ。一度犯人と誤解され拘置されるが、殺人現場の映像を解析したトラウトの助力によって釈放される。
- トラウト

演 - パチ・フレイテス、声 - 後藤敦
アレックスの友人。メガネをかけている。犯罪心理学を受講する中で伝説の殺人鬼闇の詩人に興味を持ち始める。闇の詩人の犠牲者となった女学生の共通点を発見したり、闇の詩人から送られた殺害映像の謎を解き明かしたりするなど優れた推理力、洞察力をもっている。単位不認定の落ちこぼれが狙われているという事実に気づき、わざと試験解答用紙を空白で提出し自ら闇の詩人と邂逅しようと画策する。アレックスに好意を持っている。
- スコーピオン

演 - セルヒオ・パソス
アレックスの友人。ビデオカメラを持ち歩き、行為にふける男女をこっそり撮影したりしている。電子機器に関する知識が豊富。パソコン関連においてはハッカー並の技術を持ち、他の大学に不正にアクセスして生徒の成績を開示し、闇の詩人の殺人動機の解明に一役買った。一方で麻薬に溺れる落ちこぼれでもある。
- フスト司祭

演 - エウセビオ・ポンセラ、声 - 伊藤和晃
サラマンカ大学の教授。非常に頭が良い。無知は死を招くという名言を語る。落ちこぼれが画策するカンニング行為を暴くために解答用紙に仕込みを入れておいたり、教会に関するレポートを提出した生徒はどれも出来が悪いと単位不認定にするなど厳しい。一方で、他の分野なら図書館の本を丸移しさえしなければ単位を与えるなど寛容な部分もある。

## その他
ネット上で闇の詩人から送られるメッセージを読み上げる声の吹き替えは若本規夫が担当している。